# Unidad periférica de Lasithi
Lasithi (en griego Λασίθι, Lasithi) es una unidad periférica de Grecia, en la periferia de Creta. Su capital es la ciudad de Ágios Nikolaos. Hasta el 1 de enero de 2011 fue una de las 51 prefecturas en que se dividía el país.

## Municipios
Desde el año 2011, la unidad periférica se divide en los siguientes cuatro municipios: 

Municipios de la unidad periférica de Lasithi.

| Municipio         | Población (2011) | Capital        | Número |
| ----------------- | ---------------- | -------------- | ------ |
| Ágios Nikolaos    | 27 074           | Ágios Nikolaos | 1      |
| Yerápetra         | 27 602           | Yerápetra      | 2      |
| Meseta de Lasithi | 2387             | Tzermiado      | 3      |
| Sitía             | 18 318           | Sitía          | 4      |